# The Peth
The Peth je velšská hudební skupina. Založil ji bubeník Dafydd Ieuan roku 2008, kdy jeho spoluhráči ze skupiny Super Furry Animals pracovali na vlastních projektech a kapela byla neaktivní. Sestavu skupiny doplnilo sedm dalších hudebníků, mezi nimiž byl i herec a zpěvák Rhys Ifans či baskytarista Guto Pryce. Ještě před vydáním prvních nahrávek skupina uspořádala několik malých koncertů ve Walesu a později vystupovala i v Londýně. Své debutové album, které neslo název The Golden Mile, kapela vydala v září roku 2008 prostřednictvím hudebního vydavatelství Strangetown Records. Druhá deska, která měla nést název Crystal Peth, nebyla nikdy vydána.

## Diskografie
- The Golden Mile (2008)